# Сибирски синигер
Сибирски синигер (Poecile cinctus) е вид птица от семейство Синигерови (Paridae).

## Разпространение и местообитание
Разпространен е в Казахстан, Канада, Китай, Монголия, Норвегия, Русия, САЩ, Финландия и Швеция.